# Diaprepesilla
Diaprepesilla là một chi bướm đêm thuộc họ Geometridae.

## Các loài
- Diaprepesilla flavomarginaria (Bremer, 1864)